# Infinite Connections
Infinite Connections ist ein Musikalbum des Jihye Lee Orchestra. Die im Oktober 2023 entstandenen Aufnahmen erschienen am 31. Mai 2024 auf Motéma Music.

## Hintergrund
Zu den Musikern ihrer Bigband gehörten Dave Pietro, Alan Ferber, Jason Rigby, Keita Ogawa, zusammen mit der Rhythmusgruppe des Orchesters, bestehend aus Jared Schonig am Schlagzeug, Matt Clohesy am Bass, Adam Birnbaum am Piano und Alex Goodman an der Gitarre. Das Thema des Albums basiert auf den tiefgreifenden Erinnerungen, die Lee an ihre Großmutter hat, die in Korea geboren wurde, als das Land noch eine japanische Kolonie war. Lees Großmutter, eine Waise, heiratete als Teenager, hauptsächlich um sich vor der  Zwangsprostitution zu schützen. Laut Lee bewahrte sie ihr ganzes Leben lang die Traurigkeit einer Frau, die von einer erdrückenden patriarchalischen Gesellschaft unterdrückt wird. Die Melodie „Born in 1935“ fängt dieses Gefühl ein und schildert den Weg ihrer Großmutter vom Glück in der Jugend über die Dunkelheit im Erwachsenenalter bis hin zur Demenz im späten Leben (sie verstarb im Jahr 2022), notierte Frank Alkyer.
Das Album wurde von Lee und dem Big-Band-Komponisten und -Leiter Darcy James Argue gemeinsam produziert.

## Titelliste
- Jihye Lee Orchestra: Infinite Connections  (Motéma)

1. Surrender  6:23
2. We Are All from the Same Stream 6:38
3. Born in 1935 7:08
4. Eight Letters 6:59
5. Karma 7:54
6. You Are My Universe 7:32
7. Nowhere Home 6:57
8. In the Darkest Night 8:31
9. Crossing the River of Grace 05:12

Die Kompositionen stammen von Jihye Lee.

## Rezeption
Obwohl sowohl im Ergebnis als auch in der Ausführung durch und durch modern, integriere Jihye Lee als Komponistin auch die Wurzeln der Vergangenheit, indem sie jedes Stück von Infinite Connections auf traditionellen koreanischen Rhythmen aufbaue, schrieb Dave Sumner (Daily Bandcamp). Manchmal sei dieses rhythmische Instrumentarium die treibende Kraft eines Stücks; ein anderes Mal entstehe es geduldig und spektakulär mitten in der Entwicklung eines Stücks. Auf dem Album sei Ambrose Akinmusire auf einigen Titeln zu hören, darunter im herausragenden „You Are My Universe“. Infinite Connections würde alle dramatischen Steigerungen der Harmonie und des melodischen Aufbaus zeigen, die man sich nur wünschen kann, und den aufregenden Moment, in dem nach dem großen Aufprall alle Details zum Vorschein kommen.
Die Komponistin/Dirigentin Jihye Lee würde in ihrer Arbeit ein ausgeprägtes Gespür für Rhythmus zeigen, meinte Frank Alkyer im Down Beat, der das Album mit vier (von fünf) Sternen sehr gut bewertete. Auf Infinite Connections bringe Lee diese Zuneigung und ihre kraftvolle Musik voll zur Geltung. Die Orchestrierung sei wunderschön; das Album sei druckvoll, wobei der atemberaubende Opener „Surrender“ mit dem Trompeter Ambrose Akinmusire einen großartigen Gastauftritt liefere. Er sei auch Gast bei dem geheimnisvoll schönen „You Are My Universe“. Ein großes Lob gehe an den Posaunisten Alan Ferber und den Tenorsaxophonisten Jason Rigby für ihre großartige Arbeit; besonders gut seien ihre Soli auf „We Are All from the Same Stream“. Infinite Connections berühre die Seele, inspiriere den Zuhörer zum Nachdenken und sorge für ein äußerst beeindruckendes Hörerlebnis. Jihye Lee sei eine Komponistin, die Ohren, Aufmerksamkeit und Fantasie erobere, heute und auch in der Zukunft.
Die Koreanerin Jihye Lee habe in New York eine zukunftsweisende Bigband aufgebaut, die raffinierte Arrangements, energiegeladene Rhythmen, brillante Soli, überraschende Sounds, stringente Entwicklungslinien und üppige Klangfülle, emotionale Stimmungswechsel und verblüffende Wechsel in der Instrumentierung zu orchestralem Big-Band-Jazz vereine und die Grenzen musikalischer und geografischer Kontinente überschreite und fusioniere, lobte Werner Stiefele in Rondo. Am deutlichsten würden die Einflüsse der traditionellen koreanischen Musik auf die in der amerikanischen Tradition fußenden Kompositionen von Infinite Connections in der Melodieführung und der vielschichtigen Rhythmik des Titels „Karma“, der jenen koreanischen Frauen gewidmet sei, die ihre Töchter auf ein selbstbestimmtes Leben jenseits der maskulinen Vorherrschaft vorbereiten wollten. Die Intensität und Klangpracht der Kompositionen und die Präzision der achtzehnköpfigen Formation würden das Album aus den in den letzten Jahren erschienenen Werken für große Besetzungen hervorheben.
Hier ist das moderne Big-Band-Album, das nicht nur wegen der gekonnten Umsetzung eines komplexen Designs beeindruckt, sondern auch wegen der genialen Art und Weise, wie Jihye Lee traditionelle Folk-Formen – vor allem rhythmische Muster aus Korea – in ihren musikalischen Rahmen einbringt, schrieb Nate Chinen, der das Album zu den besten Neuerscheinungen des Jahres zählte. Sie würde über einen hervorragenden Kader verfügen, um diese Mission zu erfüllen, sowie über einige prominente Gäste, den Trompeter Ambrose Akinmusire und den Schlagzeuger Keita Ogawa, die das Beste aus ihrer Zeit machen. Das ganze Unternehmen fühle sich elegant zeitgenössisch an, auch wenn es eine Hommage an Lees Großmutter und die seismischen Veränderungen ist, die sie miterlebt hat.